# Тофилдия
Тофилдия, или Тофильдия, или Тофиельдия (лат. Tofieldia), — род травянистых растений семейства Тофилдиевые (Tofieldiaceae).
Род назван в честь английского ботаника Томаса Тофилда.

## Ботаническое описание

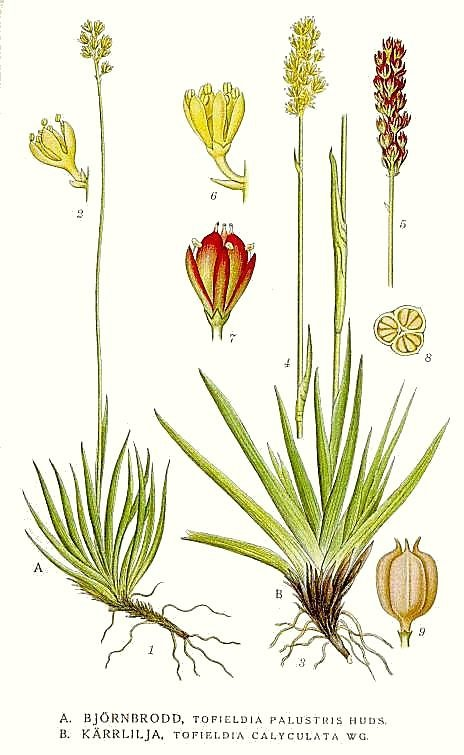
Тофилдия чашечковая (Tofieldia calyculata).

Многолетние травянистые корневищные растения. Стебель прямостоячий, простой, неветвистый. Листья мечевидные.
Цветки собраны в верхушечную кисть или головку, прицветники перепончатые. Околоцветник шестираздельный, венчиковидный, беловатый, зеленоватый или желтовато-белый, листочки 1,5—3,5 мм длиной. Тычинок 6, нити расширены к основанию; пыльники двугнёздные, округлые. Завязь трёхгнёздная, семязачатки многочисленные, стилодиев 3, рыльца головчатые. Плод — трёхгнёздная, многосеменная коробочка.

## Распространение
Виды рода встречаются в северных и горных областях Евразии, Северной и Южной Америки.

## Таксономия
Род включает 13 видов:
- Tofieldia calyculata (L.) Wahlenb. — Тофилдия чашечковая, или Тофилдия чашецветная, или Тофилдия чашечная
- Tofieldia cernua Sm. — Тофилдия поникающая
- Tofieldia coccinea Richardson — Тофилдия краснеющая, или Тофилдия шарлаховая
- Tofieldia divergens Bureau & Franch.
- Tofieldia furusei (Hiyama) M.N.Tamura & Fuse
- Tofieldia glabra Nutt.
- Tofieldia himalaica Baker
- Tofieldia ×hybrida A.Kern. ex Asch. & Graebn.
- Tofieldia nuda Maxim.
- Tofieldia okuboi Makino — Тофилдия Окубо
- Tofieldia pusilla (Michx.) Pers. — Тофилдия маленькая, или Тофилдия крохотная, или Тофилдия низкая
- Tofieldia thibetica Franch.
- Tofieldia yoshiiana Makino